# 주앙골라 대한민국 대사관
주앙골라 대한민국 대사관(포르투갈어: Embaixada da República da Coreia na República de Angola, 영어: Embassy of the Republic of Korea in Angola)은 2007년 7월 19일에 앙골라 루안다에 개설된 대한민국 외교부 소속의 대사관이다. 이 공관은 나미비아를 겸임한다.

## 역사
- 1992년 1월 6일: 대한민국과 앙골라 간의 외교 관계 수립
- 2007년 7월 19일: 주앙골라 대한민국 대사관 개관

## 역대 대사
- 제1대: 한재영 (재임 기간: 2007년 12월~2011년 3월, 신임장 제정일: 2008년 2월 25일)
- 제2대: 오한구	(재임 기간: 2011년 3월~2014년 3월, 신임장 제정일: 2011년 3월 31일)
- 제3대: 이경렬	(재임 기간: 2014년 4월~2016년 2월, 신임장 제정일: 2014년 7월 18일)
- 제4대: 김동찬	(재임 기간: 2016년 5월~2019년 4월, 신임장 제정일: 2016년 6월 9일)
- 제5대: 김창식	(재임 기간: 2019년 5월~2022년 3월, 신임장 제정일: 2019년 7월 11일)
- 제6대: 최광진	(재임 기간: 2022년 3월~현재, 신임장 제정일: 2022년 10월 27일)

## 같이 보기
- 주한 앙골라 대사관
- 대한민국의 재외공관 목록
- 대한민국-앙골라 관계